# آکوایامیسین
آکوایامیسین (به انگلیسی: Aquayamycin) با فرمول شیمیایی C25H26O10 یک ترکیب شیمیایی است. که جرم مولی آن ۴۸۶٫۴۷ گرم بر مول می‌باشد. 